# Chaire de recherche du Canada
En 2000, le gouvernement du Canada a créé un programme permanent dans le but d'établir 2 000 professorats de recherche — ou chaires de recherche du Canada — dans les universités du pays. Le Programme des chaires de recherche du Canada investit 300 millions de dollars par année afin d'attirer et de retenir certains des chercheurs les plus accomplis et prometteurs du monde.
Les titulaires de chaire visent à atteindre l'excellence en recherche dans les domaines des sciences naturelles, du génie, des sciences de la santé et des sciences humaines. Ils aident les Canadiens à approfondir leurs connaissances, à améliorer leur qualité de vie et à renforcer la compétitivité du Canada sur la scène internationale. De plus, ils forment la prochaine génération de travailleurs hautement qualifiés grâce à la supervision d'étudiants, à leur enseignement et à la coordination des travaux d'autres chercheurs.
Tout en maintenant ses normes d'excellence, le Programme s'engage à offrir le même accès et les mêmes possibilités à tous les candidats qualifiés. Les objectifs en matière d'équité et d'excellence ne s'excluent pas l'un l'autre. Les principes d'équité permettent de garantir que le plus grand bassin de candidats qualifiés est créé sans que l'intégrité du processus de sélection soit touchée. Le Programme a pris cet engagement conformément aux politiques de non-discrimination et d’équité en matière d’emploi du gouvernement fédéral.

## Niveaux

### Niveau 1
Une chaire de recherche du Canada de niveau 1 est une distinction décernée à des chercheurs exceptionnels reconnus par leurs pairs comme des leaders mondiaux dans leur domaine. Ces chaires sont attribuées pour une durée de sept ans et sont renouvelables une seule fois. Chaque chaire de niveau 1 procure à l'établissement hôte un financement de 200 000 $ par année pendant sept ans,. 

### Niveau 2
Une chaire de recherche du Canada de niveau 2 est destinée aux nouveaux chercheurs exceptionnels ou à ceux qui démontrent un potentiel exceptionnel de leadership dans leur domaine,.
Voici les principales caractéristiques :
- Public cible : chercheurs émergents (souvent en début ou milieu de carrière).
- Durée : mandat de 5 ans, renouvelable une fois.
- Financement : 120 000 $ par année versés à l’établissement hôte.
- Objectif : aider les chercheurs à bâtir un programme de recherche solide, à former une équipe et à se positionner pour éventuellement accéder à une chaire de niveau 1.

## Chaires de recherche du Canada
- Chaire de recherche du Canada en théorie de la connaissance
- Chaire de recherche du Canada en histoire des loisirs et des divertissements
- Chaire de recherche du Canada en économie politique internationale
- Chaire de recherche du Canada en écritures numériques
- Chaire de Recherche du Canada en Antiquité critique et modernité émergente (philosophie)
- Chaire de recherche du Canada sur les Dynamiques migratoires mondiales
- Chaire de recherche du Canada en humanités numériques
- Chaire de recherche du Canada en mobilité des personnes

## Source
Chaire de recherche du Canada